# Aulacoderus bradfordi
Aulacoderus bradfordi es una especie de coleóptero de la familia Anthicidae.

## Distribución geográfica
Habita en la Provincia del Cabo, (Sudáfrica).